# 대한민국 민사소송법 제98조
대한민국 민사소송법 제98조는 소송비용부담의 원칙에 대한 민사소송법조문이다.

## 조문
제98조(소송비용부담의 원칙) 소송비용은 패소한 당사자가 부담한다.

## 같이 보기
- 변호사
- 변호사수임료